# Universele transversale mercatorprojectie
De universele transversale mercatorprojectie (UTM) is een samenstelling van een groot aantal transversale mercatorprojecties en een tweetal stereografische projecties. UTM is bovendien de naam van een coördinatensysteem voor plaatsbepaling dat op die projectie gebaseerd is. De basis van het UTM-Systeem werd ca. 1942/43 door de Wehrmacht ontwikkeld, waarschijnlijk binnen de Abteilung für Luftbildwesen. In 2014 werden in het Bundesarchiv-Militärarchiv plattegronden van 1944 ontdekt die op basis van de UTM-projectie vervaardigd waren en het opschrift UTMREF droegen. Vanaf 1947 gebruikte het Amerikaanse leger deze standaard.

## De transversale mercatorprojecties (één per strook)
De universele transversale mercatorprojectie is een universele (dat wil zeggen de hele wereldbol betreffende) afspraak over de keuze van transversale mercatorprojecties voor 60 stroken van west naar oost die elk zes lengtegraden breed zijn. Doordat deze stroken smal zijn, is de vertekening en de variatie in schaal gering, minder dan 0,1%, mits men bij de afstand op de kaart tussen locaties op verschillende stroken de sprongen over de 'grijze gebieden' (zie de kaart) niet meetelt. De stroken kunnen elk met slechts geringe vervorming op een plat vlak worden afgebeeld. Het is mogelijk een UTM-wereldkaart, zoals hierboven is afgebeeld, op plat papier af te drukken, uit te knippen en op een globe te plakken.
De stroken worden zones genoemd en hebben ieder een identificatienummer. De strook 1 beschrijft de lengtes tussen 180°WL en 174°WL, strook 2 tussen 174°WL en 168°WL enzovoort.
Elk van de zones wordt van zuid naar noord ingedeeld in 20 banden, die elk 8° bestrijken (behalve band X die 12° bestrijkt). Zij worden van zuid naar noord aangeduid met de letters C tot en met X (I en O worden overgeslagen). Band M ligt direct ten zuiden van de evenaar en band N direct ten noorden ervan. De zuidelijkste band is band C, van 80°ZB tot 72°ZB. De noordelijkste band is band X van 72°NB tot 84°NB.
Een band kan dus worden aangeduid met een nummer (1-60) en een letter. Nederland en België liggen grotendeels in band 31U en gedeeltelijk in 32U, De scheidslijn tussen 31 en 32 ligt bij 6°OL, dat is ongeveer de meridiaan van Apeldoorn en Malmedy (zie de kaart van Europa verderop in dit artikel).
In de poolgebieden wordt het systeem onpraktisch doordat de zones te smal worden. Hier wordt dan ook een ander systeem gebruikt, de UPS (Universele Polaire Stereografische coördinaten), met de letters A, B, Y en Z. De banden A en B in het zuidpoolgebied strekken zich uit tot de breedtegraad 80°ZB, de banden Y en Z in het noordpoolgebied tot 84°NB.

### Afwijkingen
Zoals gezegd is de breedte van band X niet 8° maar 12°. Dit is gedaan om de eilanden in de Noordelijke IJszee nog binnen band X te krijgen. Verder zijn de grenzen van de zones in Scandinavië een beetje afwijkend, om te voorkomen dat Spitsbergen en het zuidwesten van Noorwegen in te veel verschillende zones komen te liggen. Een dergelijke afwijking is mogelijk doordat de zones op die hoge breedte heel smal zijn. Zie de afbeelding van Europa hieronder.

## Plaatsbepaling
De UTM-projectie wordt gebruikt om een plaats op aarde aan te duiden door middel van namen van kaartbladen.
Over elke zone wordt een rechthoekig rooster gelegd. Een zone is bij de evenaar minder dan 700 km breed. De centrale meridiaan van een zone heeft een oostwaarde van 500 km, dus de oostwaarde loopt op de evenaar ongeveer van 150 tot 850 km. De evenaar heeft een noordwaarde van 10 000 km. Hiermee wordt voorkomen dat een waarde negatief wordt.
Elke positie op aarde kan worden aangeduid met een nummer gevolgd door een letter, gevolgd door oostwaarde en noordwaarde. Het paleis op de Dam bevindt zich bijvoorbeeld op zone 31, band U, oostwaarde 628.830 m, noordwaarde 5.804.225 m, kortweg 31U 628830 5804225. De positie wordt dus in meters nauwkeurig opgegeven. De letter U kan eventueel worden weggelaten, als men de noordwaarde met 10.000.000 vergroot. We zien hieruit dat het paleis zich 128,83 km ten oosten van de meridiaan van 3° bevindt (deze meridiaan bevindt zich immers op 500 km) en 5804,225 km ten noorden van de evenaar.

Een aantal voorbeelden van UTM-blokken (afgebeeld op een bewerkte equidistante cilinderprojectie)
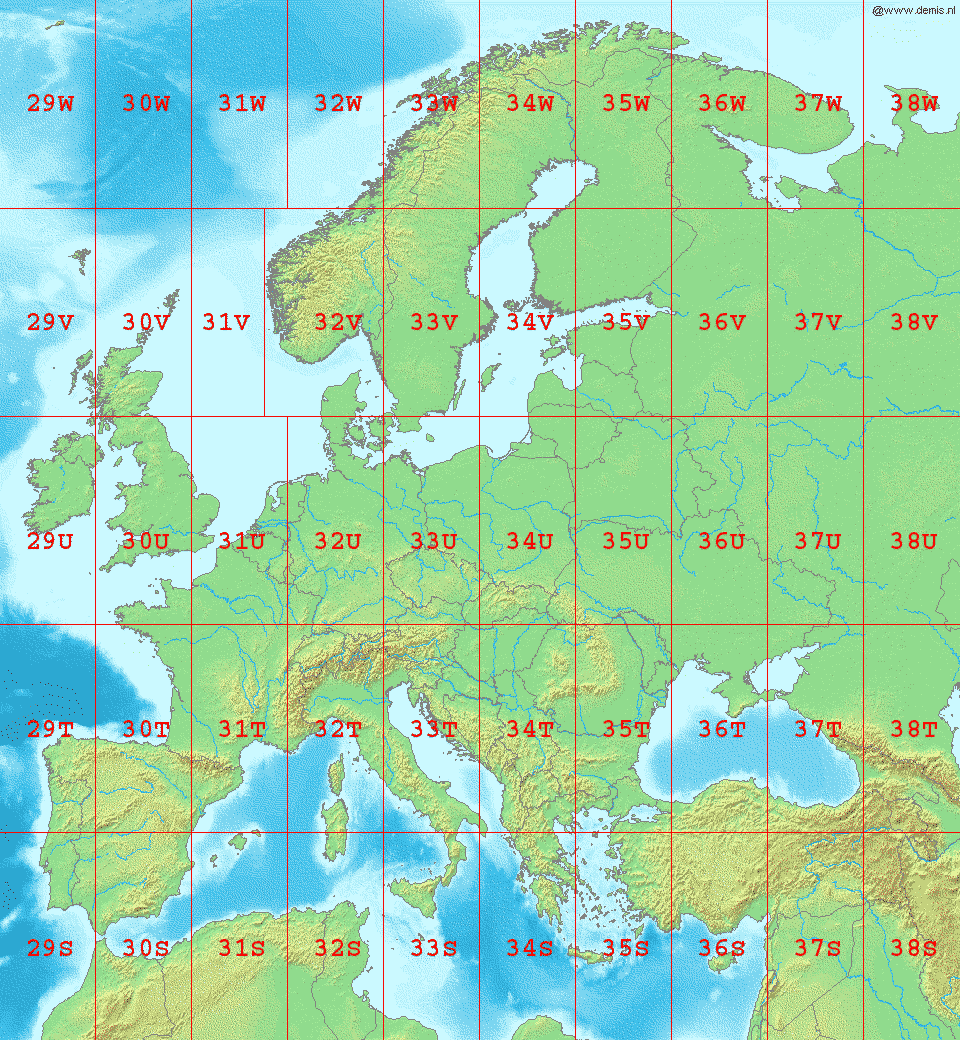
Europa
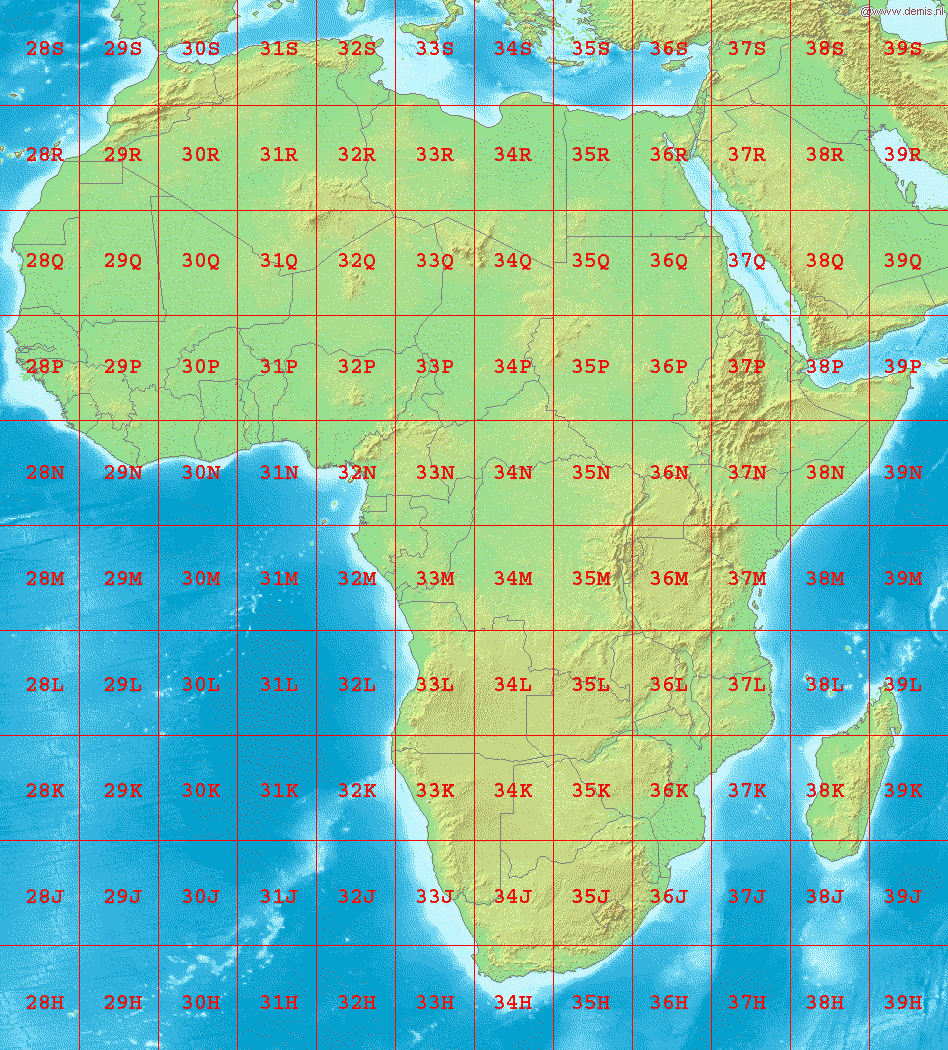
Afrika
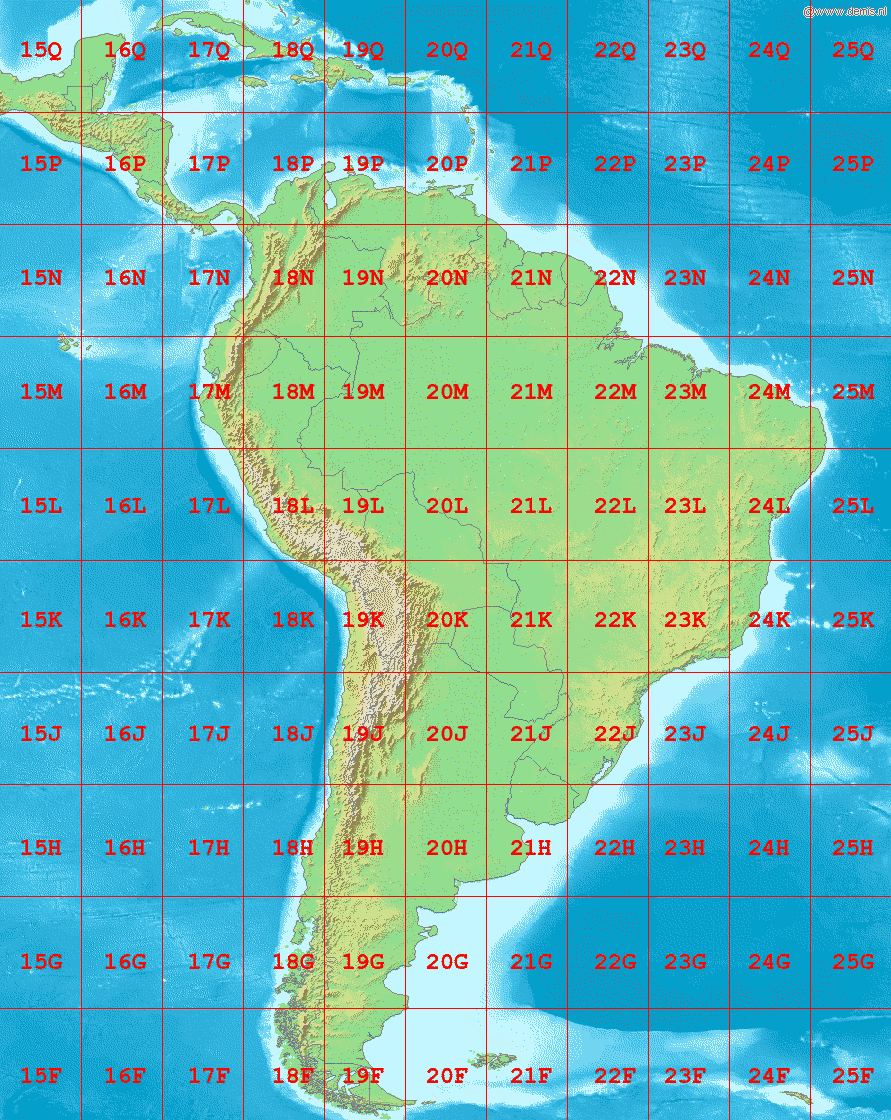
Zuid-Amerika
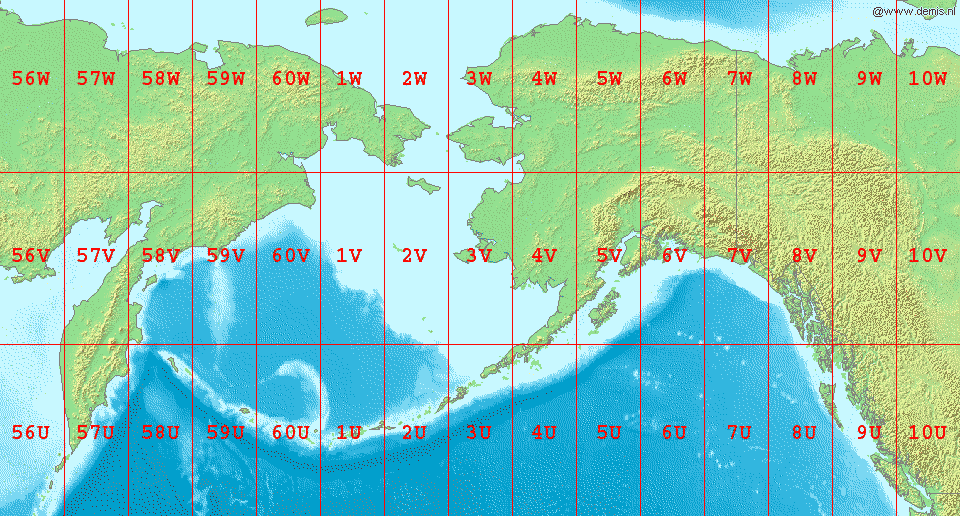
Beringstraat en Alaska

UTM-notatie
| Coördinaat         |   | Nauwkeurig op |
| 31U 672131 5707418 | - | 1 meter       |
| 31U 67213 570741   | - | 10 meter      |
| 31U 6721 57074     | - | 100 meter     |
| 31U 672 5707       | - | 1 km          |

Evenmin als lengte- en breedtegraden leggen UTM-coördinaten eenduidig een punt op aarde vast. Voor eenduidige aanduiding dient namelijk ook de geodetische datumdefinitie vermeld te worden. UTM wordt sinds de introductie van gps vrijwel altijd toegepast op WGS 84. Daarom laat men de vermelding van WGS 84 vaak achterwege. De meeste geodetische datums verschillen overigens enkele honderden meters of minder. Voor cartografische doeleinden kan dit dus soms verwaarloosd worden, voor landmeetkundige en geodetische toepassingen niet.

## MGRS
Military Grid Reference System is een iets afwijkende notatie om het leesbaarder te maken.
In de UTM-notatie worden de 100-km-cijfers vervangen voor letters.
Op Military Grid Reference System vindt u meer informatie hierover.
31U 672131 5707418 wordt dan 31U FT 72131 07418.